# Bardoňovo
Bardoňovo (en hongrois : Barsbaracska) est une commune du district de Nové Zámky, dans la région de Nitra, en Slovaquie.

## Histoire
La première mention écrite du village date de 1269.

## Démographie

### Évolution de la population
| Année:               | 1994. | 2004.   | 2014.    | 2024.   |
| -------------------- | ----- | ------- | -------- | ------- |
| Nombre de personnes: | 953   | 876     | 750      | 689     |
| Différence:          |       | -8,07 % | -14,38 % | -8,13 % |

| Année:               | 2023. | 2024.   |
| -------------------- | ----- | ------- |
| Nombre de personnes: | 657   | 689     |
| Différence:          |       | +4,87 % |